# William Cecil, 5. Marquess of Exeter

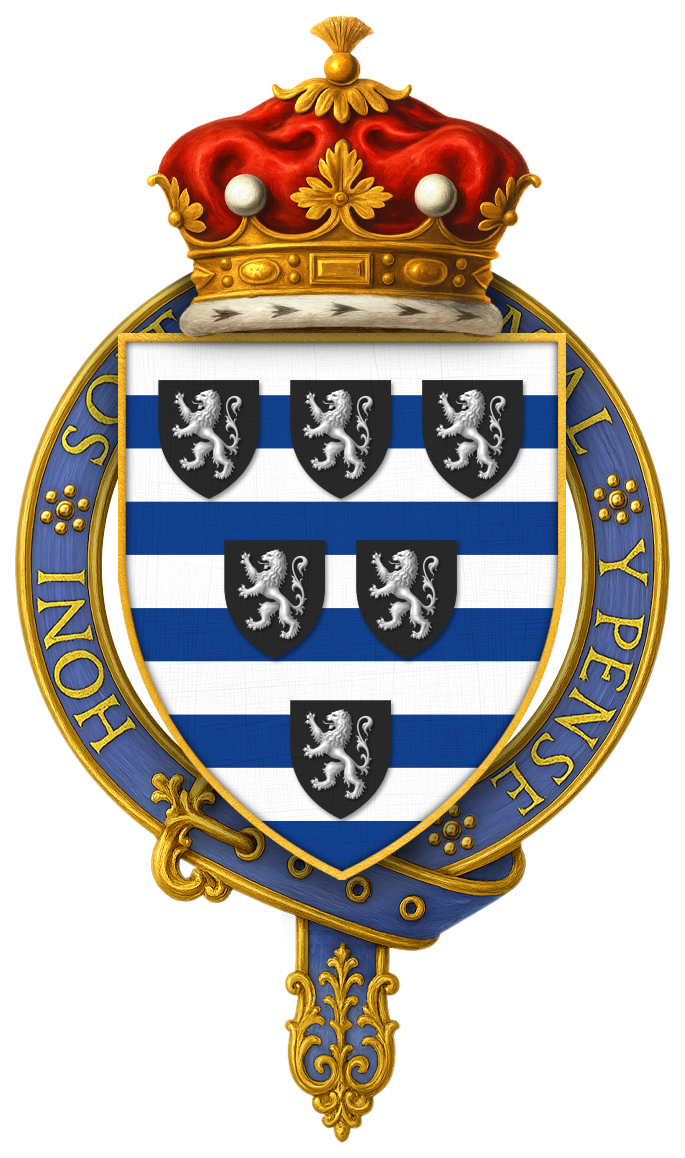
Wappen des William Cecil, 5. Marquess of Exeter

William Thomas Brownlow Cecil, 5. Marquess of Exeter, KG, CMG, TD (* 27. Oktober 1876; † 6. August 1956) war ein britischer Peer und Politiker.

## Leben
Er war der einzige Sohn des Brownlow Cecil, 4. Marquess of Exeter, aus dessen Ehe mit Isabella Whichcote. Als Heir apparent seines Vaters führte er von 1895 bis 1898 den Höflichkeitstitel Lord Burghley. Er besuchte das Eton College und das Magdalene College der Universität Cambridge.
Nach dem Studium trat er als Offizier in die British Army ein und war 1899, während des Zweiten Burenkriegs, zeitweise Aide-de-camp des Major-General John Edward Boyes von der 7. Brigade in Aldershot. Während des Ersten Weltkriegs wurde er Colonel einer Einheit der Royal Artillery.
Beim Tod seines Vaters erbte er 1898 dessen Adelstitel als Marquess of Exeter, Earl of Exeter und Baron Burghley und wurde dadurch Mitglied des House of Lords. Von 1909 bis 1910 war er Bürgermeister von Stamford und 1910 bis 1940 Vorsitzender des County Council von Soke of Peterborough.
1919 wurde er als Companion des Order of St Michael and St George ausgezeichnet. Zwischen 1920 und 1931 war der Aide-de-Camp von König Georg V. 1933 beendete er seine Karriere beim Militär. 1937 wurde er Knight Companion des Hosenbandordens. In verschiedenen Countys fungierte er zeitweise als Friedensrichter. Von 1922 bis 1951 hatte er das Amt des Lord Lieutenant von Northamptonshire inne.

## Familie
Exeter heiratete am 16. April 1901 Myra Orde-Powlett, Tochter von William Orde-Powlett, 4. Baron Bolton. Sie hatten vier Kinder:
- Lady Letitia Sibell Winifred Brownlow-Cecil (1903–1992), ⚭ Henry Hotham, 7. Baron Hotham;
- David George Brownlow Cecil, 6. Marquess of Exeter (1905–1981);
- William Martin Alleyne Brownlow Cecil, 7. Marquess of Exeter (1909–1988);
- Lady Romayne Elizabeth Algitha Brownlow-Cecil (1915–2001), ⚭ Major Peter Brassey, Sohn des Henry Brassey, 1. Baron Brassey of Apethorpe.